# Раян Голд
Раян Голд (англ. Ryan Gauld, нар. 16 грудня 1995, Абердин) — шотландський футболіст, півзахисник клубу «Фаренсе».

## Клубна кар'єра
Народився 16 грудня 1995 року в місті Абердин. Почав кар'єру футболіста в академії клубу «Бріхін Сіті». У 2006 році перейшов в академію «Данді Юнайтед». Дебютував в основному складі «Данді Юнайтед» 13 травня 2012 року у матчі останнього туру шотландської Прем'єр-ліги проти клубу «Мазервелл». 24 січня 2013 року Раян продовжив свій контракт з клубом до січня 2016 року. У квітні 2013 року Голд дебютував у стартовому складі команди в матчі проти «Сент-Джонстон», відзначившись у цій грі забитим м'ячем. 4 листопада 2013 року півзахисник знову продовжив свій контракт до травня 2016 року. Лише через місяць, в день свого вісімнадцятиріччя, Голд продовжив свій контракт з клубом ще на рік, до 2017 року.
2 червня 2014 року перейшов в португальський клуб «Спортінг» з Лісабона. Голд уклав з клубом шестирічний контракт з сумою викупу в 60 млн євро. Втім у столичній команді Голд так і не зумів закріпитись, в результаті чого спочатку тривалий час грав за дублюючу команду, а з 2016 року здавався в оренди до інших португальських клубів «Віторія» (Сетубал), «Авеш» та «Фаренсе».

## Виступи за збірні
Виступав у складі юнацької збірної Шотландії, взяв участь в 11 іграх на юнацькому рівні, відзначившись 2 забитими голами.
Протягом 2013—2017 років залучався до складу молодіжної збірної Шотландії. На молодіжному рівні зіграв в 11 офіційних матчах, забив 2 голи.

## Титули і досягнення
- Володар Кубка Португалії (1):

«Авеш»: 2017–18